# Kroppkärr
Kroppkärr är en stadsdel i nordöstra Karlstad. Kroppkärr består av två områden, Norra Kroppkärr och Södra Kroppkärr. Vägen E18 delar de två områdena.
Norra Kroppkärr har en blandning av villor och kedjehus, de första byggdes 1960. Där finns också Kroppkärrskolan, Kroppkärrskyrkan, Karlstads hembygdsgård, en livsmedelsaffär, och två idrottsfält. 
Södra Kroppkärr består av fristående villor och ett koloniområde. I söder ligger Kroppkärrssjön.